# Jean-Marie Lustiger
Jean-Marie kardinaal Lustiger, geboren als Aaron Lustiger (Parijs, 17 september 1926 - aldaar, 5 augustus 2007), voormalig aartsbisschop van Parijs en voormalig bisschop van Orléans, was een Franse, katholieke kardinaal, die zowel een groot prestige binnen de clerus als daarbuiten genoot, vooral in zijn vaderland Frankrijk.
Afkomstig uit een Joods gezin bekeerde hij zich op jeugdige leeftijd tot het christendom. Hij werd in 1983 tot kardinaal gecreëerd door paus Johannes Paulus II en stond als aartsbisschop van Parijs van 1981 tot 2005 aan het hoofd van de Katholieke Kerk in Frankrijk. Ook heeft hij verscheidene religieuze werken op zijn naam staan.
Op ethisch vlak zette hij zich in voor de beschermwaardigheid van het leven en verzette hij zich sterk tegen abortus en euthanasie.

## Levensloop
Hij kwam uit een Asjkenazisch-joods gezin dat van Polen naar Frankrijk was uitgeweken. Op ongeveer elfjarige leeftijd kreeg hij een Nieuwe Testament in handen en werd getroffen door wat hij daarin las. Een paar jaar later, in 1940, bekeerde hij zich tot het katholicisme en koos daarbij de voornaam Jean-Marie. Het gezin Lustiger werd hard getroffen door de Duitse bezetter: vader Lustiger vluchtte naar Vichy-Frankrijk, de kinderen vonden een schuiladres bij een katholiek gezin in Orléans; moeder Gisèle werd verraden en kwam om in het vernietigingskamp Auschwitz.
Na de oorlog, in 1946, ging hij naar het seminarie van de Karmelieten van het Institut catholique de Paris. In 1954 volgde zijn wijding tot priester. Van 1954 tot 1969 was hij studentenpastor aan de Sorbonne en maakte in die hoedanigheid in mei 1968 de grootschalige studentendemonstraties mee, waar hij geen waardering voor kon opbrengen. Vervolgens was hij van 1969 tot 1979 vicaris van een parochie in Parijs, waar ook André Vingt-Trois werkzaam was, zijn latere opvolger als aartsbisschop van Parijs. In 1979 benoemde paus Johannes Paulus II hem tot bisschop van Orléans.
In 1981 werd hij als opvolger van François Marty de nieuwe aartsbisschop van Parijs en bekleedde dit kerkelijke ambt tot 2005. Tijdens het consistorie van 2 februari 1983 werd Lustiger tot kardinaal verheven en werd hij ook titulair kardinaal-priester van de kerk van Marcellinus en Petrus in Rome. In 1994 werd hij dat eveneens van de kerk San Luigi dei Francesi, gelegen aan het Piazza Navona in diezelfde stad. In 1995 werd hij opgenomen in de befaamde Académie française en in 1999 ging op zijn initiatief de KTO, een Franse rooms-katholieke televisiezender, de lucht in. Als kardinaal deed hij mee het conclaaf van april 2005 waarin de nieuwe paus Benedictus XVI werd verkozen.
Jean-Marie Lustiger overleed op 80-jarige leeftijd in een instelling voor palliatieve verzorging aan de gevolgen van kanker.

### Houding tegenover het jodendom en Israël

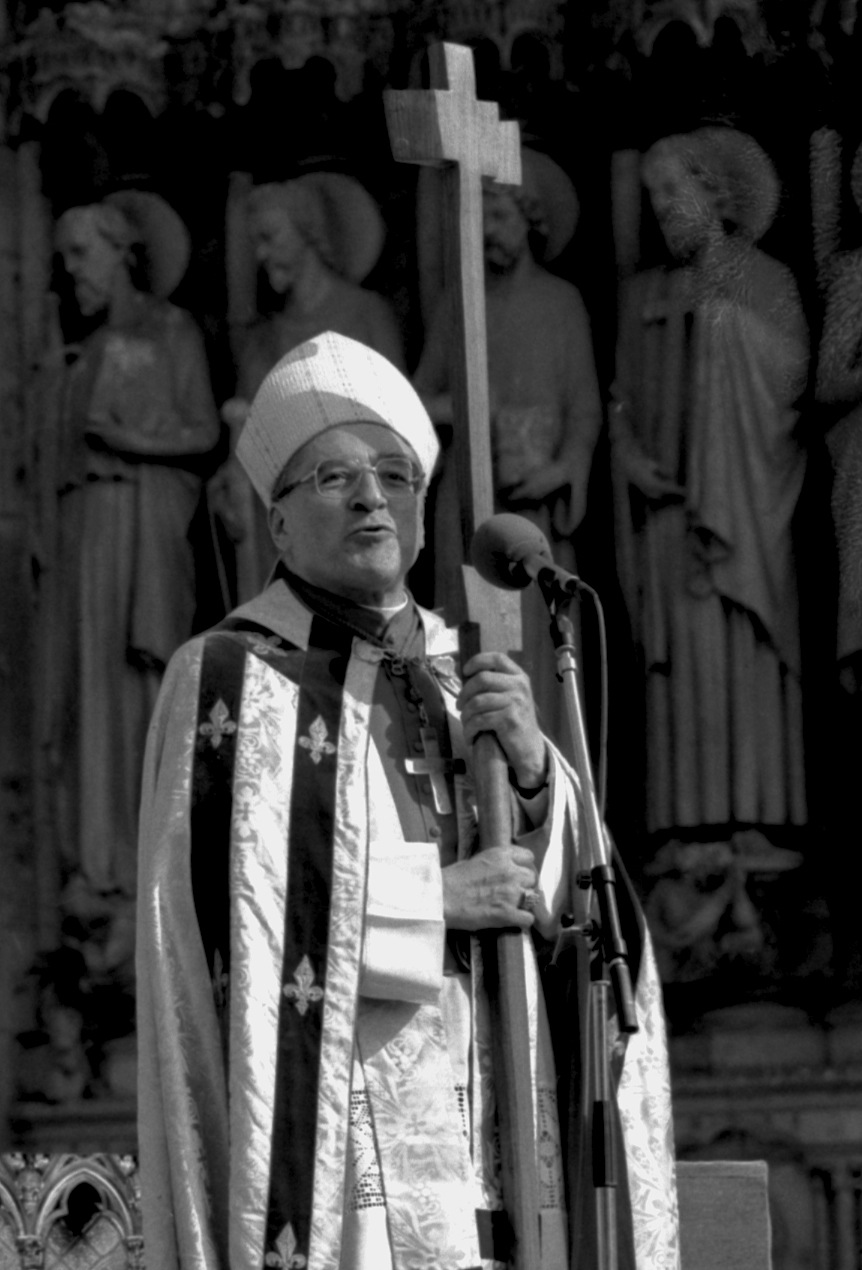
Jean-Marie Lustiger, 1988

Alhoewel hij was overgegaan tot het christendom verloochende hij zijn Joodse wortels niet. Zo zei hij kaddisj (het joods gebed voor de overledenen) voor zijn moeder in de synagoge van Parijs. Lustiger beschouwde zichzelf als een "volledige Jood" en zag het christendom als de vervulling van het jodendom en het Nieuwe Testament als de vanzelfsprekende voortzetting van het Oude Testament (de Tenach in het jodendom). Hij stond op zeer goede voet met paus Johannes Paulus II, met wie hij werkte aan een verbetering van de rooms-katholieke relaties met het jodendom. Ofschoon deze zijn overstap naar het christendom als verraad opvatte, kreeg zij in de loop der jaren wel waardering voor zijn inzet voor een goede verstandhouding.
Lustiger trachtte de antisemitische sentimenten die bij de Katholieke Kerk in Polen leefden, teniet te doen en het was aan hem te danken dat paus Johannes Paulus II aan het voornemen van een groep Poolse Karmelietessen die in de jaren tachtig in het voormalige concentratiekamp Auschwitz een klooster wilde oprichten, een halt toeriep. Ook het Mea Culpa (officiële verontschuldiging) dat de Rooms-Katholieke Kerk in 2000 ten aanzien van de Joden uitsprak, kwam mede dankzij hem tot stand. Verder was hij in tegenstelling tot het officiële beleid van het Vaticaan dat dienaangaande een neutrale houding inneemt, een groot voorstander van de staat Israël.

## Reacties op zijn dood
Diverse prominenten gaven een reactie op zijn overlijden, onder wie de president van Frankrijk Nicolas Sarkozy en paus Benedictus XVI.
De Belgische kardinaal Godfried Danneels zei het volgende over Lustiger:

"De oorlog was bepalend voor het verdere leven van Lustiger. Toch heeft hij zijn joods zijn nooit verloochend. Hij vond dat hij het voltooide in het christelijke geloof. De kardinaal hervormde het aartsbisdom grondig na zijn aanstelling door Paus Johannes-Paulus II. Met zijn intelligentie en zijn prestigieuze en soms flamboyante persoonlijkheid slaagde hij erin om voor Parijs veel nieuwe priesterkandidaten aan te trekken. Ook buiten het aartsbisdom had hij veel invloed. In Rome werd hij sterk geapprecieerd en was hij een vertrouweling van Paus Johannes-Paulus II. Naar zijn woord werd geluisterd, soms met vrees, altijd met groot respect. Lustiger viel buiten alle categorieën. Er kwam geen stellingname, geen interview, geen publicatie van hem die niet ergens nieuw en origineel was. Een man van de Kerk, wantrouwig tegenover behoudend rechts in die Kerk, maar even sceptisch tegenover bepaalde charismatische stromingen die hij verdacht van al te gemakkelijk enthousiasme en een tekort aan intellectuele kracht. Via de media kon hij vaak snedige interviews weggeven. Zij brachten een nieuwe en vaak onverwachte kijk op de dingen. Beroemd was zijn wekelijkse zondagspreek in de Notre-Dame te Parijs voor duizenden gelovigen. Met Lustiger verdwijnt een van de grote figuren van de postconciliaire Kerk. Velen zullen hem missen."

## Publicaties
- 1978 - Sermons d’un curé de Paris (Fayard)
- 1981 - Pain de vie et peuple de Dieu (Critérion)
- 1985 - Osez croire (Le Centurion)
- 1985 - Osez vivre (Le Centurion)
- 1986 - Premiers pas dans la prière (Nouvelle Cité)
- 1986 - Prenez place au cœur de l’Église (Office chrétien des handicapés)
- 1987 - Six sermons aux élus de la Nation, 1981-1986 (Le Cerf)
- 1987 - Le Choix de Dieu. Entretiens avec Jean-Louis Missika et Dominique Wolton (Le Fallois)
- 1988 - La Messe (Bayard)
- 1990 - Dieu merci, les droits de l’homme (Critérion)
- 1990 - Le Sacrement de l’onction des malades (Le Cerf)
- 1990 - Le Saint-Ayoul de Jeanclos (en collaboration avec Alain Peyrefitte) (Fayard)
- 1991 - Nous avons rendez-vous avec l’Europe (Mame)
- 1991 - Dare to rejoice (Compilation américaine) (Our Sunday visitor)
- 1992 - Petites paroles de nuit de Noël (Le Fallois)
- 1995 - Devenez dignes de la condition humaine (Flammarion)
- 1997 - Le Baptême de votre enfant (Fleurus)
- 1997 - Soyez heureux (Éd. Nil)
- 1999 - Pour l'Europe, un nouvel art de vivre (PUF)
- 2000 - Les prêtres que Dieu donne (Desclée de Brouwer)
- 2001 - Comme Dieu vous aime. Un pèlerinage à Jérusalem, Rome et Lourdes (Parole et silence)
- 2002 - La Promesse (Parole et Silence)
- 2004 - Comment Dieu ouvre la porte de la foi (Desclée de Brouwer)
- 2005 - Contempler l'Apocalypse (Parole et Silence)

## Noot
1. ↑   Traditioneel én modern, De Standaard, 7 aug 2007 (met foto)